# Church Point (udde i Antarktis)
Church Point är en udde i Antarktis. Den ligger i Västantarktis. Argentina, Chile och Storbritannien gör anspråk på området.
Terrängen inåt land är huvudsakligen kuperad, men österut är den platt. Havet är nära Church Point söderut. Trakten är glest befolkad. Närmaste befolkade plats är Mendel Polar Station, 13,5 kilometer söder om Church Point. 